# Le Plan de Trochu

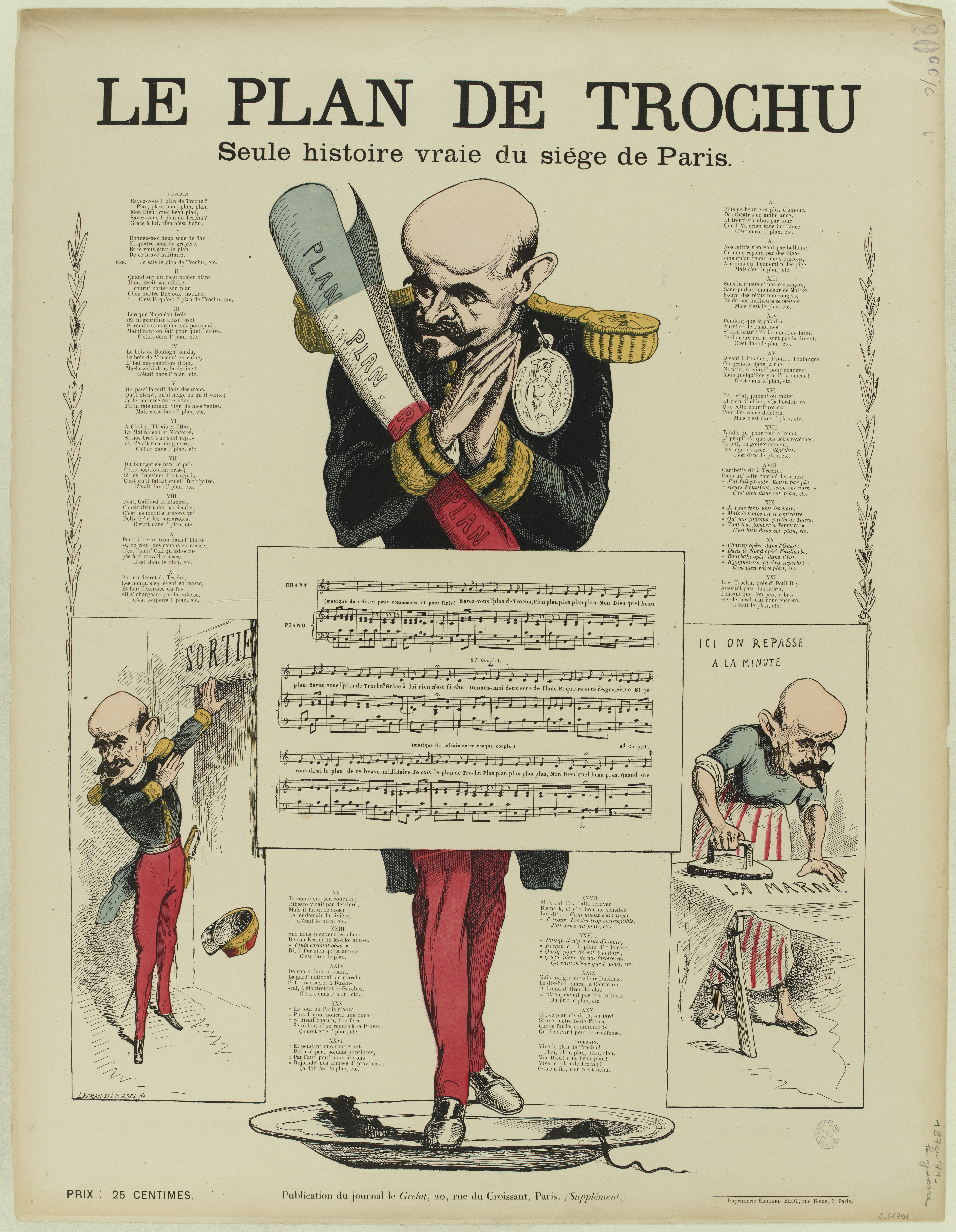
Estampe de Lefman et Lourdel, musée Carnavalet.

Le Plan de Trochu est une chanson écrite durant le premier siège de Paris lors de la guerre franco-allemande. C'est une œuvre collective des journalistes du Grelot.
C'est une satire qui met en scène le général Trochu, devenu président du gouvernement de la Défense nationale après la proclamation de la République le 4 septembre 1870. Malgré une volonté combative affichée (son « plan »), il est au contraire moqué pour son inertie jusqu'à la seconde bataille de Buzenval et sa démission en janvier 1871. 
La chanson est tout d'abord interprétée par les soldats et civils français assiégés,, mais c'est ensuite sous la Commune de Paris qu'elle est largement adoptée et en devient emblématique,,.